# Orbamia ocellata
Orbamia ocellata là một loài bướm đêm trong họ Geometridae.